# Уничтожение химического оружия Сирии

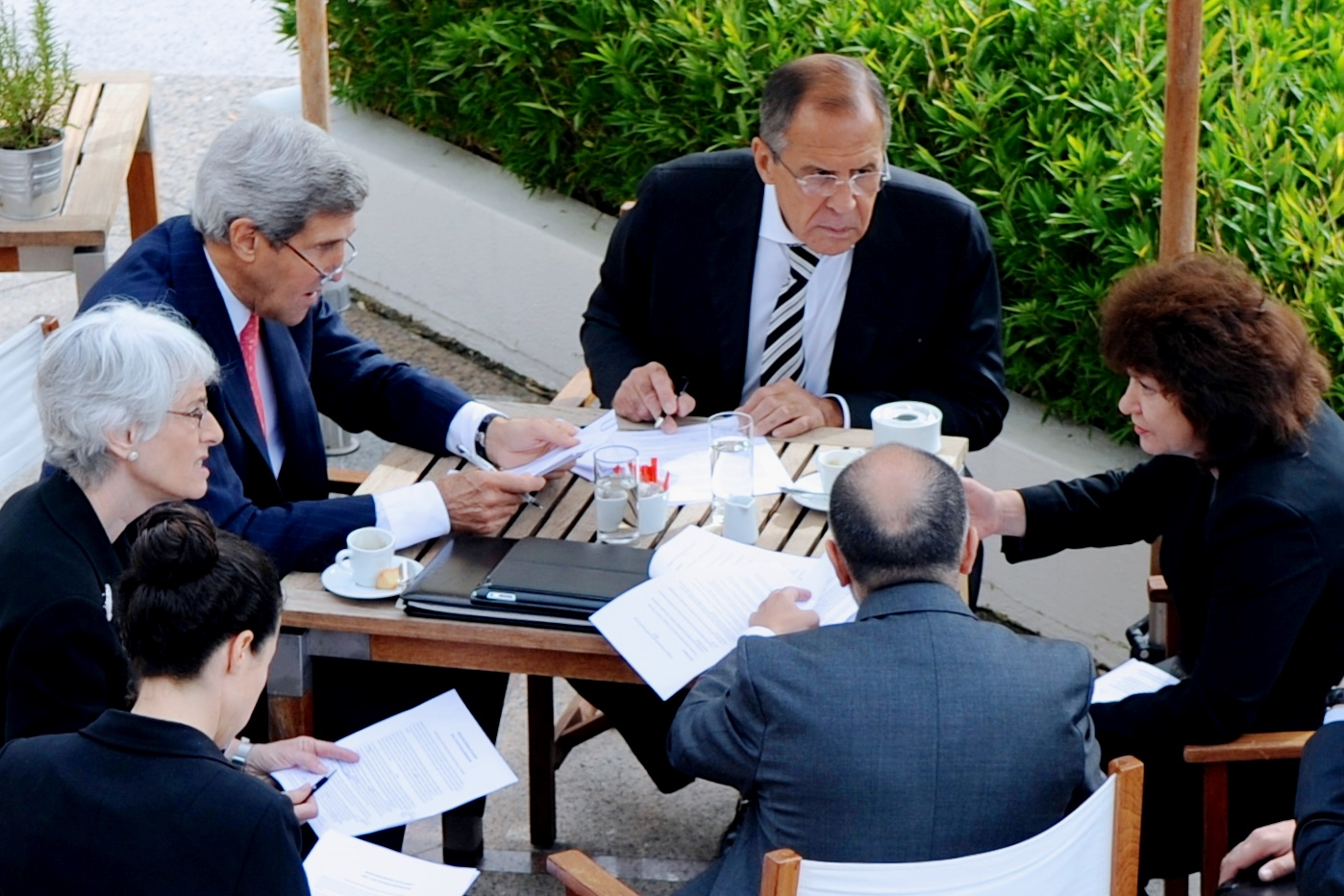
Сергей Лавров и Джон Керри на финальной сессии переговоров по уничтожению химического оружия Сирии, 14 сентября 2013 года.

Уничтожение химического оружия Сирии — процесс, который начался с нескольких соглашений. Наиболее важным из них является Резолюция Совета Безопасности ООН 2118, которая накладывала на Сирию ряд обязательств и оговаривала сроки уничтожения химического оружия и запрещение его производства.
23 июня 2014 года было объявлено о том, что с территории Сирии была вывезена последняя партия химического оружия для последующего уничтожения. 4 января 2016 года Организация по запрещению химического оружия (ОЗХО) заявила о полном уничтожении химического оружия Сирии. Глава ОЗХО Ахмет Узюмджю заявил, что в Техасе были переработаны последние 75 цилиндров фтороводорода. Таким образом процесс уничтожения сирийского химического оружия завершился.
В апреле 2017 года, после химической атаки в Хан-Шейхуне, министр обороны США Джеймс Мэттис заявил что Сирия продолжает хранить химическое оружие в нарушение своих договоренностей и заявлений о том, что она избавилась от него. Госсекретарь США Рекс Тиллерсон заявил, что Россия в свое время взяла на себя ответственность контролировать процесс уничтожения запасов химоружия в Сирии и гарантировать полное запрещение его производства. Поэтому, по мнению госсекретаря США, вина за то, что в Сирии снова было применено химическое оружие, лежит именно на России. Не так важно, «была ли Россия соучастником, или её специалисты оказались некомпетентными, или же сирийское правительство их перехитрило» — в любом случае, российская сторона «не выполнила свои обязательства перед международным сообществом».

## Предложение о международном контроле за химическим оружием в Сирии
Предложение о международном контроле за химическим оружием в Сирии было высказано Россией. На него последовала реакция многих сторон конфликта и отдельных стран. Российский план предусматривал поэтапный процесс ликвидации химического оружия Сирии. Во-первых, эта страна должна присоединиться к Организации по запрещению химического оружия (ОЗХО). Затем официальный Дамаск должен задекларировать все места хранения и производства отравляющих газов. На следующем этапе Сирия должна пустить на свою территорию инспекторов ОЗХО, а затем решить, кто займется уничтожением запасов химоружия. О согласии Сирии с планом уже заявил находившийся в Москве глава МИД Арабской республики Валид Муаллем.
Предполагается, что порядок совместной утилизации сирийского химоружия будет утверждён в обновлённой программе Нанна-Лугара. Этот документ, принятый в 1992 году, был нацелен на сокращение угрозы от оружия массового поражения в странах бывшего СССР. Его срок действия истек 17 июня, и в настоящее время США и Россия ведут переговоры по созданию нового договора в этой области.
Новый план потребовал не только согласия Сирии и посредничества России, но и согласия с ним американской стороны. По замыслу российского МИД, в плане урегулирования проблемы химического оружия в Сирии не может быть ультиматумов или угроз применения силы.
Сирия
Сирия приветствует инициативу РФ о передаче объектов химоружия под международный контроль. Об этом заявил накануне глава МИД САР Валид Муаллем. «Я внимательно слушал заявление Сергея Лаврова об этом. В связи с этим заявляю, что Сирия приветствует российскую инициативу, исходя из заботы сирийского руководства о жизнях наших граждан и безопасности нашей страны», — сказал он.
«Мы также приветствуем мудрость российского руководства, которое пытается предотвратить американскую агрессию против нашего народа», — добавил министр.
Президент Сирии Башар Асад 12 сентября подтвердил, что его страна готова отказаться от химического оружия и подписать соглашение о его запрещении. Соответствующее заявление он сделал в интервью телеканалу «Россия 24». Глава государства при этом подчеркнул, что принял такое решение не из-за давления и угроз со стороны США, а из-за позиции России по этому вопросу.
Сирийская оппозиция
Сирийская оппозиция отвергла предложение России по установлению международного контроля над химическим оружием в арабской стране. Об этом, как передает Агентство Франс Пресс, говорится в распространённом коммюнике представителей оппозиции. Отвергая такой вариант урегулирования проблемы химоружия, оппозиционеры в очередной раз подчеркнули, что требуют от западных стран «ответа» на действия «режима Асада».
США
В понедельник вечером в интервью ведущим новостным телекомпаниям США президент Барак Обама сообщил, что считает российское предложение по установлению международного контроля над химическим оружием в Сирии потенциально «прорывным». Он отметил, что не знает деталей новой инициативы Москвы, поддержанной Дамаском, но в случае её приемлемой реализации готов взять паузу в планах нанесения удара по военным объектам в этой арабской стране.
Европарламент
Европарламент на пленарной сессии 12 сентября 2013 года в Страсбурге принял резолюцию по ситуации в Сирии, в документе говорится:

«Европарламент приветствует предложение о передаче международному сообществу сирийского арсенала химического оружия для его скорейшего уничтожения.»
«…ультиматум международного сообщества Сирии следует дополнить резолюцией Совета Безопасности ООН, носящей принудительный характер». «В случае невыполнения положения данной резолюции будут претворены в жизнь на основе всех тех мер, которые предусматривает Устав ООН»

Франция
С «интересом и осторожностью» было воспринято в Париже предложение России установить международный контроль над сирийским химическим оружием. С таким заявлением выступил сегодня глава МИД Франции Лоран Фабиус, отметив, что его страна готова присоединиться к переговорам между Москвой и Вашингтоном по проблеме Сирии. «С интересом — потому что впервые проявлена такая открытость, с осторожностью — поскольку речь всё-таки идет о резком повороте со стороны России. С их стороны следовала череда сменявших друг друга заявлений. Первоначально Россия отрицала наличие химического оружия в Сирии, затем они отрицали, что имела место химическая атака. Их мнение претерпело изменение, это очень хорошо», — сказал Фабиус.
Великобритания
Великобритания считает, что передача объектов сирийского химоружия под международный контроль могла бы способствовать прекращению насилия в республике. С таким заявлением выступил премьер-министр королевства Дэвид Кэмерон. «Если сирийское химоружие будет передано под международный контроль, это очевидно стало бы большим шагом вперед», — отметил политик. В то же время Кэмерон подчеркнул, что «эти действия не должны стать отвлекающим манёвром», который бы позволил «прекратить обсуждение настоящей проблемы». Премьер добавил, что в этой связи Лондон «будет продолжать оказывать давление на Дамаск», в том числе через ООН.
Германия
Российская инициатива о передаче арсеналов химического оружия в Сирии под контроль международного сообщества может стать важным шагом на пути к политическому урегулированию в САР. Такое мнение выразила канцлер ФРГ Ангела Меркель. Она назвала российскую инициативу «интересным предложением», однако, по её словам, следует проследить, «последуют ли за этими словами дела». «Германия будет прилагать все усилия для поиска политического решения», — заверила канцлер, призвав дождаться публикации доклада инспекторов ООН, прежде чем предпринимать какие-либо действия в отношении САР.
Китай
Китай «приветствует и поддерживает» инициативу России по передаче химоружия в Сирии под международный контроль. Об этом заявил официальный представитель МИД КНР Хун Лэй. Дипломат отметил, что «инициативы, направленные на разрешение существующей на данный момент напряжённой обстановки в Сирии и в регионе, а также на политическое решение кризиса в САР, должны рассматриваться мировым сообществом в позитивном ключе».
Иран
Иран «с удовлетворением приветствует» инициативу России по передаче химоружия в Сирии под международный контроль. Об этом заявила сегодня официальный представитель МИД Исламской Республики Марзие Афхам. «Иран поддерживает инициативу России, — подчеркнула иранский дипломат. — Мы рассматриваем этот шаг в рамках принятия усилий по предотвращению любой военной акции против Сирии». По её словам, Тегеран «выступает за то, чтобы в регионе не было оружия массового поражения». «Эти усилия должны также затрагивать химическое оружие, которое имеется у сирийских мятежников», — добавила она.
Япония
Премьер-министр Японии Синдзо Абэ поддерживает предложение России. Об этом он заявил сегодня в телефонном разговоре с президентом РФ Владимиром Путиным. Как сообщило японское агентство Киодо, лидеры двух стран обсудили ряд вопросов, включая сирийскую проблему. Японский премьер, в частности, положительно оценил и поддержал предложение России о передаче под международный контроль химического оружия в Сирии. «Мы оцениваем эту инициативу положительно и поддерживаем её», — приводит агентство его слова.
Ливия
Глава МИД Ливии Мухаммед Абдельазиз по итогам переговоров с российским коллегой Сергеем Лавровым поддержал российскую инициативу по химоружию в Сирии. «Пока в рамках Лиги арабских государств /ЛАГ/ не обсуждалась выдвинутая накануне российская инициатива, — сказал министр, являющийся председателем Совета министров ЛАГ. — Хочу сказать в предварительном плане, что инициатива очень хорошая и заслуживает внимания. Она может иметь общее международное значение, привести к весьма позитивным результатам. Ливия вчера, например, подписала соглашение с США об уничтожении химоружия на юге».
Испания
Испания поддержит любое предложение, направленное на ограничение возможности применения химического оружия в Сирии, не прибегая при этом к военной силе. Об этом заявил сегодня министр иностранных дел и сотрудничества королевства Хосе Мануэль Гарсиа-Маргальо.
«Выработанная в Санкт-Петербурге стратегия, которую разделяет наша страна, направлена на то, чтобы избежать использование химического оружия, поэтому контроль над арсеналами этого оружия и последующее его уничтожение являются шагами в этом направлении», — продолжил Гарсиа-Маргальо. «Если бы по этому вопросу была принята резолюция Совета Безопасности ООН, Испания встретила бы её аплодисментами», — заключил министр.
Бельгия
Бельгия полностью поддержала российскую инициативу по созданию системы международного контроля над химическим оружием в Сирии. Об этом заявил сегодня глава МИД Бельгии Дидье Рейндерс. «Я приветствую эту инициативу», — сказал он. В то же время, министр подчеркнул, что для успешной реализации эта идея «должна сопровождаться юридическими и оперативными мерами, что в сумме позволит блокировать химический арсенал Башара Асада».